# آپیرو

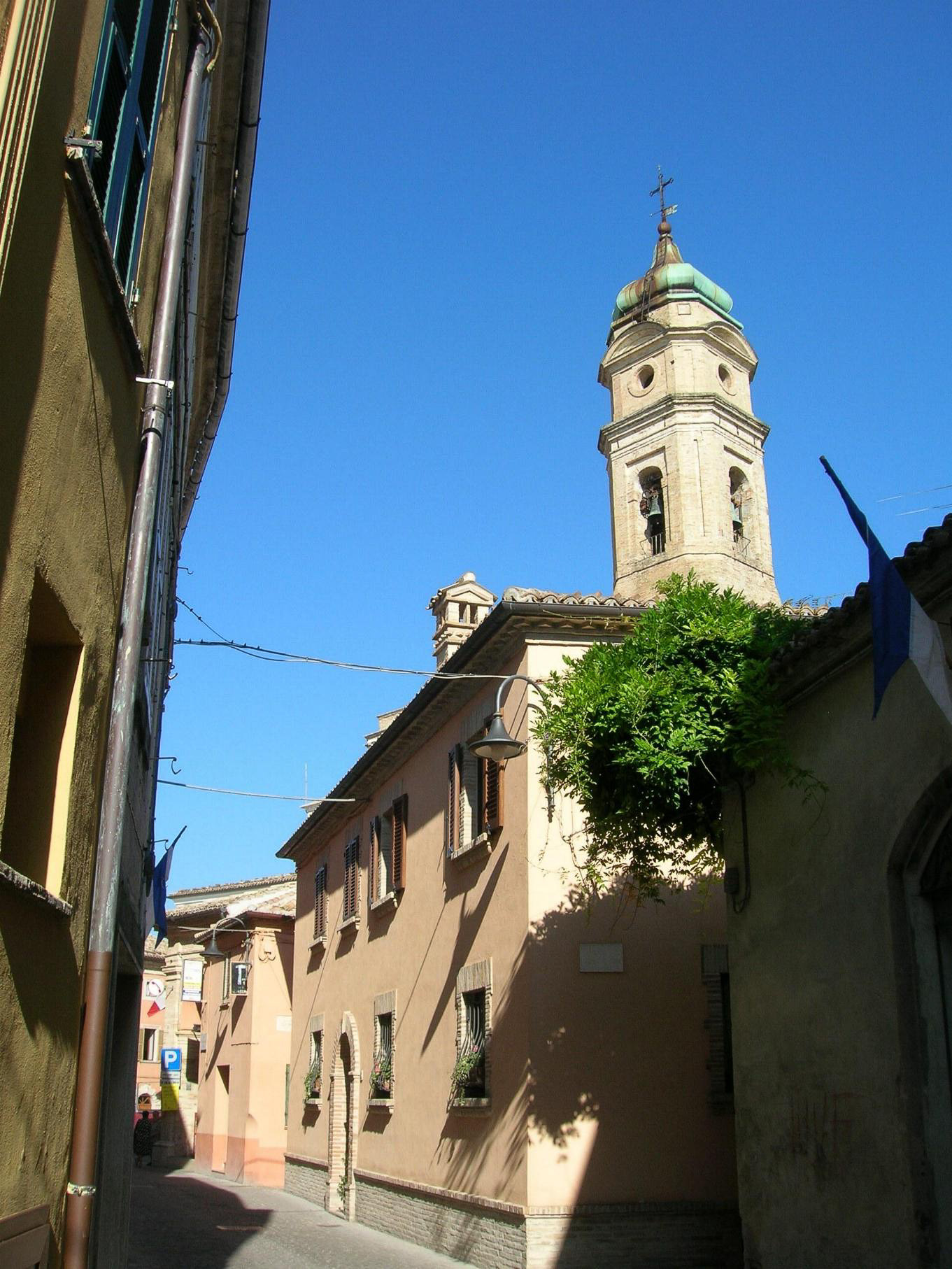
آپیرو

آپیرو (به ایتالیایی: Apiro) یک کومونه در ایتالیا است که در استان ماچه‌راتا واقع شده‌است.

## خصوصیات
آپیرو ۵۳٫۷ کیلومترمربع مساحت و ۲٬۴۳۰ نفر جمعیت دارد و ۵۱۶ متر بالاتر از سطح دریا واقع شده‌است.